# Andraegoidus laticollis
Andraegoidus laticollis är en skalbaggsart som beskrevs av Friedrich F. Tippmann 1953. Andraegoidus laticollis ingår i släktet Andraegoidus och familjen långhorningar. Inga underarter finns listade i Catalogue of Life.